# Pernod Ricard
Pernod Ricard ist ein französischer Spirituosenkonzern, der 1975 aus der Fusion der Unternehmen Pernod und Ricard, die die gleichnamigen Anisées vertrieben haben, entstanden ist.
Pernod gelangte ursprünglich durch die Herstellung von Absinth zu Bekanntheit. Seit der Aufhebung des entsprechenden Verbotes in den Staaten der Europäischen Union wird auch wieder ein Absinth produziert. Der Hauptsitz in Deutschland befindet sich in Köln.

## Geschichte
Die Geschichte von Pernod geht auf den Firmengründer Henri-Louis Pernod zurück, der 1797 im schweizerischen Le Locle eine Absinthdestillerie eröffnet hatte. 1805 zog er nach Pontarlier in der Franche-Comté und gründete dort die Absinthdestillerie Maison Pernod Fils. 1850 starb Pernod. 1871 wurde durch Ariste Hémard die Distillerie Hémard in Montreuil bei Paris gegründet und 1872 durch Jules-François Pernod die Société Pernod Père & Fils in Avignon. Nachdem der Konsum und die Produktion von Absinth verboten worden waren, stieg das Unternehmen auf die Pastisproduktion um. 1926 vereinigten sich alle drei Destillerien zu Les Établissements Pernod und 1951 wurde die Marke Pastis 51 auf den Markt gebracht. 1965 wurde außerdem die Distillerie Rousseau, Laurens et Moureaux übernommen, die seit 1889 den Likör Suze herstellt.
Ricard wurde 1932 in Marseille von Paul Ricard gegründet. Sein Produkt wurde bald Frankreichs beliebtester Longdrink und überstand auch das zeitweilige Verbot der Pastisproduktion unter dem Vichy-Regime zwischen 1940 und 1944. Nachdem sich Paul Ricard aus der Geschäftsführung zurückgezogen hatte, wurde sein Sohn Patrick 1972 Geschäftsführer des Unternehmens. 1975 fusionierten Pernod und Ricard zu einem Unternehmen.
Vertreten auf vier Kontinenten, rangiert Pernod Ricard hinter Diageo auf dem zweiten Platz der internationalen Spirituosenproduzenten. 1988 kaufte das Unternehmen Irish Distillers und kam damit in den Besitz aller damals produzierenden irischen Whiskybrennereien. 1998 wurde die Yerevan Brandy Company übernommen. 2001 übernahmen sie die Spirituosensparte von Seagram und 2005 erfolgte die Eingliederung des Spirituosenkonzerns Allied Domecq. Damit das Kartellamt zustimmte, musste sich Pernod Ricard von einigen Marken (u. a. Ardmore, Bushmills, Laphroaig und Tullamore Dew) trennen. Ende 2005 ging deshalb Glen Grant für 115 Millionen Euro an die Unternehmensgruppe Campari. Fortune Brands erwarb die Marken Canadian Club, Clos du Bois, Courvoisier, Harvey's Bristol Cream, Laphroaig, Maker’s Mark und Sauza. Im April 2008 übernahm man den Absolut-Vodka-Hersteller Vin & Sprit für 5,6 Milliarden Euro.
Nach der Übernahme von Vin & Sprit musste sich Pernod Ricard verpflichten, weitere Marken zu verkaufen. Die Whiskeymarke Wild Turkey, der Likör American Honey, eine Destillerie in Kentucky und Bourbonvorräte wurden 2009 für 575 Millionen Dollar an Campari verkauft.
Typisch für die Übernahmestrategie der Gesellschaft ist der Aperitif Lillet. Als Pernod Ricard die alte Firma in Bordeaux 2008 übernahm, wurden 750.000 Flaschen pro Jahr abgesetzt, durch Internationalisierung und entsprechende Werbung wurde der Absatz auf 12 Millionen Flaschen im Jahr 2021 gesteigert.
2008 übergab Patrick Ricard die Verantwortung als Generaldirektor an Pierre Pringuet.
Nachdem das Unternehmen in den Vorjahren stetig expandiert war, wurde es im Geschäftsjahr 2013–2014 von einer Absatzkrise getroffen. Besonders auf dem chinesischen Markt brachen die Verkäufe ein. Antikorruptionsmaßnahmen der chinesischen Regierung dämpften den Konsum von Luxusspirituosen. Eine ungünstige Entwicklung der Wechselkurse trug zusätzlich zum Umsatzrückgang bei. Der Umsatz ging gegenüber dem Vorjahr um 7 % zurück; das operative Geschäftsergebnis sank um 8 %. Das Netto-Betriebsergebnis sank um 14 % auf 1,04 Milliarden Euro. Als Gegenmaßnahme leitete das Unternehmen ein Kostensenkungsprogramm namens Allegro ein, mit dem weltweit 900 Arbeitsplätze eingespart werden sollten.
Im Februar 2015, als Pringuet das Pensionierungsalter von 65 Jahren erreichte, übernahm Alexandre Ricard, ein Neffe Patrick Ricards, Alumnus der ESCP Europe Business School, die Geschäftsführung.

## Produkte
Im Portfolio befinden sich die folgenden Marken:
- Scotch Single Malts: Aberlour, Caperdonich, Glen Keith, Glenlivet, Imperial, Longmorn, Scapa, Strathisla und Dalmunach
- Blended Scotch: Chivas Regal, Ballantine’s, Clan Campbell, Passport, Royal Salute, Something Special, 100 Pipers
- Irish Whiskey: Jameson, Paddy, Powers, Dunphys
- Pastis, Anisées: Ricard, Pernod, Pastis 51
- Aperitif und Aperitif-Likör:  Dubonnet, Lillet, Suze
- Cognac und Brandy: Martell, Presidente, Ararat
- Rum: Havana Club, Montilla
- Tequila: Olmeca
- Gin: Beefeater, Seagram’s Gin, Cork Dry Gin, Monkey 47, Malfy Gin
- Wodka: Absolut, Wyborowa
- Kräuterlikör / Bitter: Ramazzotti
- Likör: Kahlúa, Malibu, Hiram Walker
- Champagner: G. H. Mumm, Perrier-Jouët